# Hockey sur glace aux Universiades d'hiver
Le hockey sur glace fait sa première apparition aux Universiades à l'occasion de l'Universiade d'hiver de Villars en 1962. Les sélections sont composées de joueurs étudiants. En 2009, un tournoi féminin a été introduit au programme.

## Historique
Le hockey sur glace a été introduit au programme des Universiades à l'occasion de la deuxième édition de l'Universiade d'hiver, organisée en 1962 à Villars en Suisse. Entre 1962 et 1989, le tournoi a été dominé par l'Union soviétique, vainqueur à cinq reprises, et la Tchécoslovaquie, vainqueur quatre fois. Seule l'édition 1981 a été remportée par une autre équipe, le Canada, médaillé d'or en l'absence des deux habituels vainqueurs. Durant cette même période, le tournoi de hockey sur glace n'a pas été joué lors des Universiades d'hiver de 1964, 1975 et 1978. Depuis 1991, le tournoi reste essentiellement dominé par des équipes d'Europe de l'Est.
Le tournoi de hockey sur glace des Universiades a vu des pays peu habitués aux honneurs en championnats du monde remporter des médailles dans cette compétition tel que le Kazakhstan et l'Ukraine, vainqueurs respectivement en 1995 et 1999, la Roumanie, médaillée d'argent en 1966 et de bronze en 1983, et le Japon, troisième en 1981.
Depuis 2009, un tournoi féminin est organisé.

## Palmarès

### Tournoi masculin
| Édition | Or               | Argent           | Bronze          | Lieu               |
| ------- | ---------------- | ---------------- | --------------- | ------------------ |
| 1962    | Tchécoslovaquie  | Union soviétique | Suède           | Villars            |
| 1966    | Union soviétique | Roumanie         | Tchécoslovaquie | Sestrières         |
| 1968    | Union soviétique | Tchécoslovaquie  | Canada          | Innsbruck          |
| 1970    | Tchécoslovaquie  | Union soviétique | Finlande        | Rovaniemi          |
| 1972    | Union soviétique | Canada           | États-Unis      | Lake Placid        |
| 1981    | Canada           | Finlande         | Japon           | Jaca               |
| 1983    | Tchécoslovaquie  | Union soviétique | Roumanie        | Sofia              |
| 1985    | Union soviétique | Tchécoslovaquie  | Finlande        | Belluno            |
| 1987    | Tchécoslovaquie  | Union soviétique | Canada          | Štrbské Pleso      |
| 1989    | Union soviétique | Tchécoslovaquie  | Finlande        | Sofia              |
| 1991    | Canada           | Union soviétique | Finlande        | Sapporo            |
| 1993    | Russie           | Kazakhstan       | Slovaquie       | Zakopane           |
| 1995    | Kazakhstan       | Tchéquie         | Russie          | Jaca               |
| 1997    | Tchéquie         | Finlande         | Canada          | Muju               |
| 1999    | Ukraine          | Slovaquie        | Canada          | Poprad             |
| 2001    | Slovaquie        | Canada           | Ukraine         | Zakopane           |
| 2003    | Russie           | Slovaquie        | Canada          | Tarvisio           |
| 2005    | Russie           | Tchéquie         | Finlande        | Innsbruck, Seefeld |
| 2007    | Canada           | Russie           | Kazakhstan      | Turin              |
| 2009    | Russie           | Canada           | Slovaquie       | Harbin             |
| 2011    | Russie           | Biélorussie      | Canada          | Erzurum            |
| 2013    | Canada           | Kazakhstan       | Russie          | Trente             |
| 2015    | Russie           | Kazakhstan       | Canada          | Grenade            |
| 2017    | Russie           | Kazakhstan       | Canada          | Almaty             |
| 2019    | Russie           | Slovaquie        | Canada          | Krasnoïarsk        |
| 2023    | Canada           | États-Unis       | Kazakhstan      | Lake Placid        |

| Rang | Équipe           | Médaille d'or | Médaille d'argent | Médaille de bronze |
| ---- | ---------------- | ------------- | ----------------- | ------------------ |
| 1    | Russie           | 8             | 1                 | 2                  |
| 2    | Union soviétique | 5             | 5                 | 0                  |
| 3    | Canada           | 5             | 3                 | 9                  |
| 4    | Tchécoslovaquie  | 4             | 3                 | 1                  |
| 5    | Kazakhstan       | 1             | 4                 | 2                  |
| 6    | Slovaquie        | 1             | 3                 | 2                  |
| 7    | Tchéquie         | 1             | 2                 | 0                  |
| 8    | Ukraine          | 1             | 0                 | 1                  |
| 9    | Finlande         | 0             | 2                 | 5                  |
| 10   | Roumanie         | 0             | 1                 | 1                  |
| -    | États-Unis       | 0             | 1                 | 1                  |
| 12   | Biélorussie      | 0             | 1                 | 0                  |
| 13   | Japon            | 0             | 0                 | 1                  |
| -    | Suède            | 0             | 0                 | 1                  |

### Tournoi féminin
| Édition | Or     | Argent   | Bronze     | Lieu        |
| ------- | ------ | -------- | ---------- | ----------- |
| 2009    | Canada | Chine    | Finlande   | Harbin      |
| 2011    | Canada | Finlande | Slovaquie  | Erzurum     |
| 2013    | Canada | Russie   | États-Unis | Trente      |
| 2015    | Russie | Canada   | Japon      | Grenade     |
| 2017    | Russie | Canada   | États-Unis | Almaty      |
| 2019    | Russie | Canada   | Japon      | Krasnoïarsk |
| 2023    | Canada | Japon    | Tchéquie   | Lake Placid |

| Rang | Équipe     | Médaille d'or | Médaille d'argent | Médaille de bronze |
| ---- | ---------- | ------------- | ----------------- | ------------------ |
| 1    | Canada     | 4             | 3                 | 0                  |
| 2    | Russie     | 3             | 1                 | 0                  |
| 3    | Japon      | 0             | 1                 | 2                  |
| 4    | Finlande   | 0             | 1                 | 1                  |
| 5    | Chine      | 0             | 1                 | 0                  |
| 6    | États-Unis | 0             | 0                 | 2                  |
| 7    | Slovaquie  | 0             | 0                 | 1                  |
| -    | Tchéquie   | 0             | 0                 | 1                  |